# Ranunculus amgensis
Ranunculus amgensis är en ranunkelväxtart som beskrevs av S.A. Timokhina. Ranunculus amgensis ingår i släktet ranunkler, och familjen ranunkelväxter. Inga underarter finns listade i Catalogue of Life.